# سه و نیم
سه و نیم فیلمی به کارگردانی  و نویسندگی نقی نعمتی ساختهٔ سال ۱۳۸۹ است.
این فیلم در تاریخ ۲۶ خرداد ۱۳۹۵ در سینماهای ایران اکران شده است.

## بازیگران
- مهدی پورموسی
- سمانه وفایی
- نگار حسن زاده
- شوکا کریمی